# The Clash (musikalbum)
The Clash är punkbandet The Clash självbetitlade debutalbum. Det släpptes 1977 i början av den stora engelska punkvågen. Detta album visade att Clash skilde sig från de flesta punkband på den tiden, bland annat genom sina reggae-influenser. Det blev som bäst tolva på den brittiska albumlistan.
När albumet skulle släppas i USA så fick bandet problem, som många andra brittiska punkband på den tiden. De trodde att albumet skulle vara för kontroversiellt och inte sälja så bra i USA. Först 1979, efter att deras andra album Give 'Em Enough Rope hade släppts, så släpptes även debutalbumet i USA, dock med en något förändrad låtlista. I den amerikanska utgåvan lyftes "Deny", "Protex Blue", "Cheat" och "48 Hours" ut och ersattes av "Complete Control", "(White Man) In Hammersmith Palais", "Clash City Rockers", "I Fought the Law" och "Jail Guitar Doors". De nya låtarna hade tidigare enbart släppts på singel i Storbritannien.
2006 placerade Kerrang! The Clash på plats 8 på sin lista över de 50 bästa punkrockalbumen någonsin.

## Låtlista
Samtliga låtar skrivna av Mick Jones och Joe Strummer, om annat inte anges.
Sida ett
1. "Janie Jones" - 2:08
2. "Remote Control" - 3:03
3. "I'm So Bored With the U.S.A." - 2:24
4. "White Riot" - 1:56
5. "Hate & War" - 2:06
6. "What's My Name" (Mick Jones/Keith Levene/Joe Strummer) - 1:41
7. "Deny" - 3:06
8. "London's Burning" - 2:12

Sida två
1. "Career Opportunities" - 1:54
2. "Cheat" - 2:06
3. "Protex Blue" - 1:47
4. "Police & Thieves" (Junior Murvin/Lee Perry) - 6:03
5. "48 Hours" - 1:36
6. "Garageland" - 3:13

## Medverkande
- Mick Jones - gitarr, sång
- Joe Strummer - gitarr, sång
- Paul Simonon - bas
- Tory Crimes - trummor